# Xã Leaf River, Quận Wadena, Minnesota
Xã Leaf River (tiếng Anh: Leaf River Township) là một xã thuộc quận Wadena, tiểu bang Minnesota, Hoa Kỳ. Năm 2010, dân số của xã này là 531 người.